# Stanfieldiella brachycarpa
Stanfieldiella brachycarpa är en himmelsblomsväxtart som först beskrevs av Ernest Friedrich Gilg, Ledermann och Gottfried Wilhelm Johannes Mildbraed, och fick sitt nu gällande namn av John Patrick Micklethwait Brenan. Stanfieldiella brachycarpa ingår i släktet Stanfieldiella och familjen himmelsblomsväxter. Inga underarter finns listade.